# LAUNDRY
Laundry(ランドリー)は、近藤紡績所が運営するファッションブランド。一年を通してTシャツ中心の商品構成で展開していることで知られている。

## 概要
レディース、メンズ、キッズを取り扱うアパレルメーカーである。異業種の企業とのコラボレーションも盛んに行っており、コラボTシャツを数多く発売している。最近ではTシャツだけに限らず布帛商品や雑貨などアイテムのバリエーションを増やしている。
株式会社近藤紡績所を親会社とする株式会社KSプランニングが運営していたが、近藤紡績所がKSプランニングを吸収合併 し、Laundry事業部で運営している。

## ブランドコンセプト
Laundry　is　Fun！「Laundryを着るとワクワク、ドキドキする！」そんな楽しさ【Fun】を伝えたくて、TシャツをメインとしたベーシックなITEMに遊び心をプラス！！
Cuteでエスプリ（洒落）の効いたグラフィック、こだわりのあるCoolなアクセント。Art．Sports．MusicシーンとのMIXなどバリエーション豊かにLaundry【Fun】の世界を広げていく。
スタイルにとらわれることのないコラボなど、【Fun】の持つポテンシャルを様々なフィールドに落とし込み、Laundryの【Fun】を増やしていく。
国内外に紡績、縫製、プリントの自社工場を持ち、製造から販売まで一貫した生産背景を強みに「Laundry」＝「Highquality」＆「Clean」なイメージは時が経っても変わることはない。

### おもなデザイン提供者
- PansonWorks(メインデザイナー)
- YUU IMOKAWA

### コラボTシャツ
先述の通り、野球をはじめとしたスポーツチームやマスコットキャラクター、企業とコラボしたTシャツを多数制作しており、
これらは、場合によっては地域限定商品となる。
コラボ例
- 川崎フロンターレ
- 読売ジャイアンツ
- 東京ヤクルトスワローズ
- 横浜DeNAベイスターズ
- 中日ドラゴンズ
- 広島カープ
- 阪神タイガース
- 北海道日本ハムファイターズ
- 埼玉西武ライオンズ
- 東北楽天イーグルス
- 福岡ソフトバンク
- オリックスバファローズ
- 千葉ロッテマリーンズ
- くまモン
- ダイハツ
- スターフライヤー
- 南海電気鉄道
- JR西日本
- JR東海
- 筑豊電気鉄道
- 信濃大町（大町市）おおまぴょん
- ATHLETA
- サンリオ

## ショップ展開
関東地方・関西地方・九州地方を中心に展開しており、アウトレットを含めると10店舗（※2021年5月末現在）。
期間限定でショッピングモール・百貨店に出店する事もある。

## エピソード
Tシャツなどのデザインでよく見られる38という数字は、Tシャツを洗濯する際に38℃のぬるま湯で手洗いをすると長持ちし、味のある風合いがでるということから来ている。
安室奈美恵がCRYSTAL LAUNDRYのTシャツデザインを気に入り、a-nation'08のツアーグッズをコラボレーションという形で製作した。
ペナルティーのワッキー、ザブングル、小島よしお、山崎邦正、ハリセンボンの近藤春菜、やしろ優、ザ・たっちなどお笑い芸人がテレビなどのメディアでLAUNDRYのTシャツをよく着用している。それらは衣裳提供ではなく本人などの私物によるもの。
また、ザブングルとはオフィシャルでコラボTシャツも2009年に発売した。
AKB48が出演する日本テレビの「AKBINGO!」で、番組中にメンバーが着用する特製Tシャツを制作し、提供している。尚、着用するのは「ムチャぶりドッジボール」が放送される当該回のみ。